# Mark Jackson (basket-ball)
Pour les articles homonymes, voir Jackson et Mark Jackson (homonymie).
Mark A. Jackson est un joueur de basket-ball américain né le 1er avril 1965 à Brooklyn, État de New York. Il évolue en NBA entre 1987 et 2004, fréquentant sept franchises différentes et s’imposant comme un des meneurs les plus prolifiques de l’histoire de la ligue.

## Carrière de joueur
Après avoir écumé les terrains des rues de New York, Mark Jackson se forge une solide réputation lors de son passage à l’Université de St John’s. Ses statistiques de 10,1 points et 5,6 passes par match à la sortie de l'université lui valent d’ailleurs d’être surveillé de près par les recruteurs de la NBA. C’est finalement la franchise de sa ville natale, les Knicks, qui le sélectionnent en 18e position de la draft 1987.
Sa première année chez les professionnels est un franc succès. Dans une équipe en pleine reconstruction autour du pivot Patrick Ewing, Jackson s’impose rapidement comme le meneur titulaire. Il marque en moyenne 13,6 points par match, délivre 10,6 passes décisives, prend 4,8 rebonds et intercepte 2,5 passes. Ces statistiques lui valent d’être élu meilleur débutant de l’année 1988 en même temps que la franchise retrouve les play-offs 4 ans après sa dernière apparition.
Mark Jackson dispute les 4 saisons suivantes sous le maillot des Knicks. Bien que remise en selle, la franchise obtient des résultats fluctuants et s’incline régulièrement en phase finale face aux Pistons de Détroit ou à leurs meilleurs ennemis de l’époque, les Bulls de Chicago de Michael Jordan. À l’image de l’équipe, Jackson pèche par inconstance et a des difficultés à réitérer les performances de son année de rookie même s’il reste le meneur indiscutable des Knicks et qu’il participe au NBA All-Star Game 1989.
A l’été 1992, après une nouvelle désillusion au 2e tour des play-offs face aux Bulls, Jackson prend la direction des Clippers de Los Angeles dans un échange incluant notamment Charles Smith et Doc Rivers. Après un bref passage en play-offs en 1992, les Clippers emmenés par Ron Harper et Danny Manning ne remportent que 27 matches durant la saison 1993-1994, conduisant au démantèlement de l’effectif. Jackson prend alors la direction de l'Indiana où il retrouve Larry Brown, l’entraîneur qui l’avait fait venir à Los Angeles. Au cours des deux années passées en Californie, le meneur a tourné à près de 13 points, 8,7 passes et 4,5 rebonds de moyenne par match.
Mark Jackson arrive dans une équipe habituée à se qualifier pour les play-offs et qui sort d’une saison pleine. Épaulé par Reggie Miller, Rik Smits et Dale Davis, Jackson conduit la franchise à son premier titre de champion de division depuis 1971 avant de se qualifier pour la finale de la Conférence Est en éliminant les Knicks. Malheureusement, les Pacers s’inclinent pour la seconde année d’affilée à ce stade de la compétition, battus par le Magic d'Orlando. En 1995-1996, Mark Jackson atteint pour la 6e fois de sa carrière la moyenne de 10 points par match auxquels il ajoute 7,8 passes et 3,8 rebonds mais l’équipe trébuche dès le premier tour des phases finales face aux Hawks d'Atlanta.
Marc Jackson connaît alors une saison particulière puisqu’il est transféré aux Nuggets de Denver avec qui il ne dispute que 52 matches avant de revenir à Indiana au printemps. Il boucle néanmoins la saison 1996-1997 avec une moyenne de 11,4 passes par match qui fait de lui le numéro un des classements de la ligue pour cette catégorie statistique. Il effectue 3 nouvelles saisons sous le maillot des Pacers avec qui il atteint les finales NBA 2000 sous les ordres de Larry Bird. Les Lakers de Los Angeles auront raison de Jackson, Miller et compagnie en 6 manches.
Après un bref passage chez les Raptors de Toronto, Mark Jackson revient à New York au cours de la saison 2001-2002. Il n’y reste qu’un an et demi avant de rejoindre le Jazz de l'Utah avec qui il dispute la saison 2002-2003. Il joue encore 42 matches avec les Rockets de Houston avant de prendre sa retraite au printemps 2004.
Mark Jackson est l’un des sept joueurs de l’histoire de la NBA à avoir dépassé la barre des 10 000 passes décisives en carrière (les 6 autres sont John Stockton, Magic Johnson, Jason Kidd, Steve Nash, Chris Paul et LeBron James).

## Carrière d'entraîneur
Le 6 mai 2014, il est licencié par les Warriors de Golden State après trois saisons à Golden State.

## Clubs successifs
- 1987-1992 : Knicks de New York.
- 1992-1994 : Clippers de Los Angeles.
- 1994-1996 : Pacers de l'Indiana.
- 1996-1997 : Nuggets de Denver / Pacers de l'Indiana.
- 1997-2000 : Pacers de l'Indiana.
- 2000-2001 : Raptors de Toronto / Knicks de New York.
- 2001-2002 : Knicks de New York.
- 2002-2003 : Jazz de l'Utah.
- 2004-2004 : Rockets de Houston.

## Palmarès
- NBA Rookie of the Year en 1988.
- 1 participation aux NBA All-Star Game en 1989.
- Meilleur passeur NBA en 1997 (11,4 passes).
- 5e meilleur passeur de l’histoire de la NBA avec 10334 passes.
- Joueur ayant donné le plus de passes décisives avec 935 passes en 1997.
- Détenteur du record du nombre total de passes décisives pour un débutant avec 868 en 1988.
- Détenteur du record de la plus grande moyenne de passes décisives par match pour un débutant avec 10,6 en 1988.
- Détenteur du record du nombre de passes décisives en un match pour un joueur des Indiana Pacers avec 19 (réalisé le 28 février 1997 face aux Milwaukee Bucks).
- Statistiques en carrière : 9,6 points / 3,8 rebonds / 8,0 passes / 1,2 interception en 1296 matches de saison régulière (+ 131 en playoffs).

## Pour approfondir
- Liste des joueurs en NBA ayant joué plus de 1 000 matchs en carrière.
- Liste des joueurs les plus assidus en NBA en carrière.
- Liste des meilleurs passeurs en NBA en carrière.
- Liste des meilleurs passeurs en NBA par saison.
- Liste des meilleurs passeurs en NBA en playoffs.
- Liste des meilleurs intercepteurs en NBA en carrière.
- Liste des joueurs NBA ayant perdu le plus de ballons en carrière.